# Francisco Mendéz

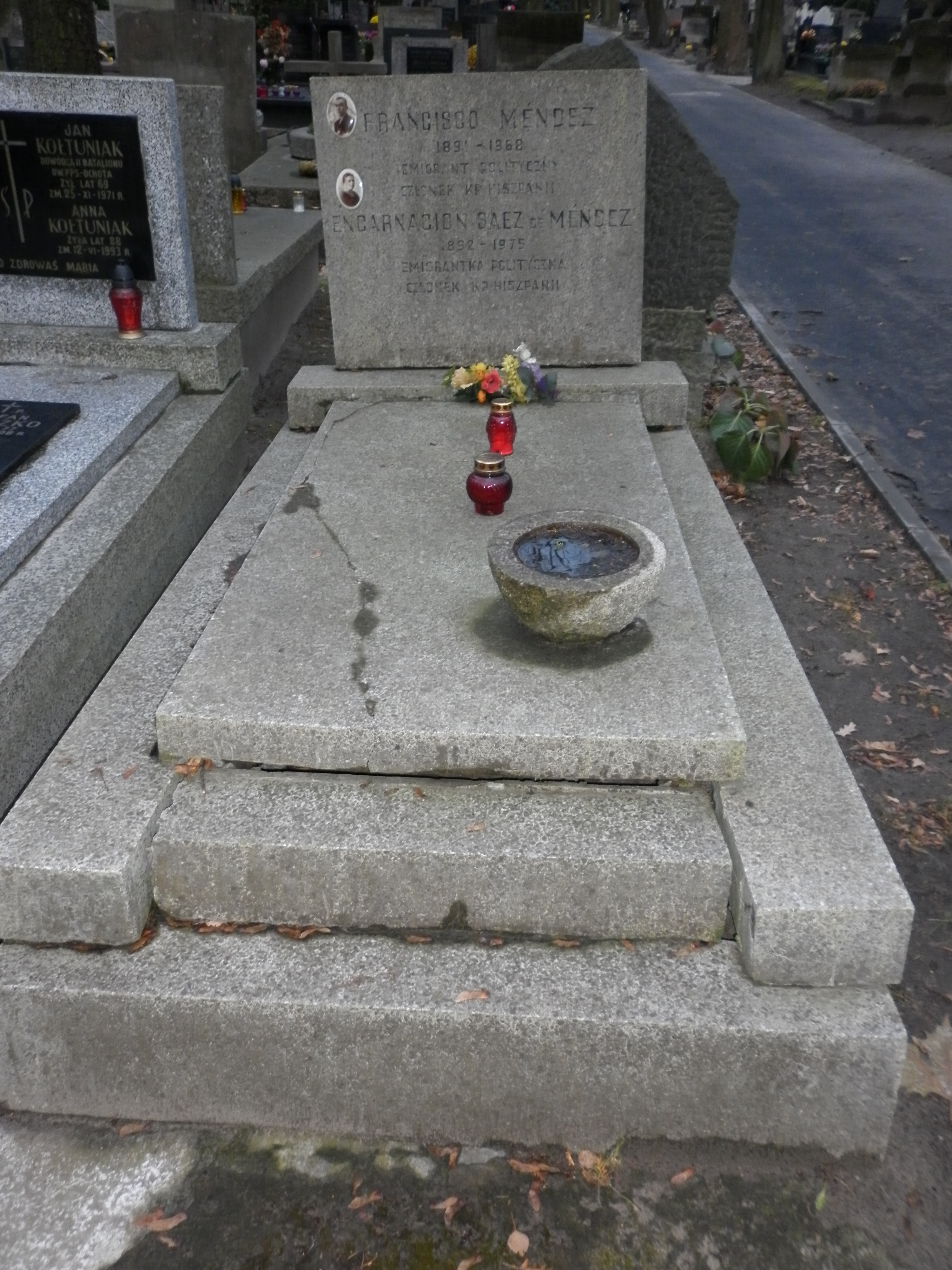
Grób Francisco Mendéza na Cmentarzu Wojskowym na Powązkach

Francisco Mendez (ur. 29 sierpnia 1891 w Hiszpanii, zm. 30 października 1968 w Warszawie) - kapitan armii hiszpańskiej. 

## Życiorys
Współtwórca Komunistycznej Partii Hiszpanii, uczestnik wojny domowej w Hiszpanii po stronie republiki.
Po wojnie domowej jako uchodźca polityczny znalazł się na emigracji we Francji, gdzie był członkiem Francuskiej Partii Komunistycznej. W czasie II wojny światowej uczestniczył w ruchu oporu; po wojnie osiadł w Polsce. Zmarł w Warszawie w październiku 1968, pochowany został na cmentarzu komunalnym na Powązkach (dawnym Wojskowym) (kwatera 18B-1-33).